# Marie Maynard Daly
Marie Maynard Daly Clark (1921-2003) va iniciar estudis de química i es va doctorar en aquesta mateixa disciplina, amb un estudi de com les substàncies químiques produïdes en el cos contribueixen a la digestió dels aliments. Va treballar durant anys com a professora universitària.
Daly va fer experiments que estudiaven els efectes del colesterol a la mecànica del cos, els efectes dels sucres i d'altres nutrients en les artèries i el sistema circulatori. El seu treball va permetre entendre els atacs de cor.
Aquesta investigadora, el 1988, va posar en marxa un fons de beques en honor al seu pare, per tal d'ajudar a estudiar persones afroamericanes que vulguin especialitzar-se en el món de la física o de la química.